# Ретрофлексна съгласна
Ретрофлексните съгласни са група съгласни звукове, чието учленение става между задния ръб на венеца и твърдото небце.
Международната фонетична азбука отрежда следните символи за основните ретрофлексни съгласни:
- Безвучна ретрофлексна преградна съгласна: ʈ (звук)
- Звучна ретрофлексна преградна съгласна: ɖ (звук)
- Звучна ретрофлексна носова съгласна: ɳ (звук)
- Звучна ретрофлексна едноударна съгласна: ɽ (звук)
- Безвучна ретрофлексна проходна съгласна: ʂ (звук)
- Звучна ретрофлексна проходна съгласна: ʐ (звук)
- Звучна ретрофлексна приблизителна съгласна: ɻ (звук)
- Звучна ретрофлексна странична приблизителна съгласна: ɭ (звук)